# Tachycineta
Tachycineta é um gênero de aves da família Hirundinidae. Há nove espécies descritas, todas restritas às Américas. São andorinhas esguias com caudas bifurcadas. A maioria das espécies tem o dorso verde-metálico, a cabeça verde ou azul e as asas azul-metálico ou marrom sem brilho. Todas têm a parte inferior totalmente branca, e quatro espécies têm a garupa branca.

## Espécies
- Tachycineta bicolor
- Tachycineta cyaneoviridis
- Tachycineta thalassina
- Tachycineta euchrysea
- Tachycineta albilinea
- Tachycineta leucorrhoa
- Tachycineta leucopyga
- Tachycineta stolzmanni
- Tachycineta albiventer